# Halterofília als Jocs Olímpics d'estiu de 1980
Als Jocs Olímpics d'Estiu de 1980 celebrats a la ciutat de Moscou (Unió Soviètica) es disputaren deu proves d'halterofília, totes elles en categoria masculina, i una més que en l'edició anterior. Les proves es realitzaren el dia 20 de juliol de 1980 al Palau d'Esports Izmailovo. Participeren un total de 172 halters de 39 comitès nacionals diferents.

## Resum de medalles
| Prova     | Or                 | Argent           | Bronze             |
| – 52 kg   | Kanybek Osmanoliev | Bong Chol Ho     | Gyong Si Han       |
| – 56 kg   | Daniel Nuñez       | Yurik Sarkisian  | Tadeusz Dembonczyk |
| – 60 kg   | Viktor Mazin       | Stefan Dimitrov  | Marek Seweryn      |
| – 67.5 kg | Yanko Rusev        | Joachim Kunz     | Mincho Pachov      |
| – 75 kg   | Asen Zlatev        | Oleksander Pervy | Nedeltcho Kolev    |
| – 82.5 kg | Yurik Vardanian    | Blagoi Blagoev   | Dusan Poliacik     |
| – 90 kg   | Peter Baczako      | Rumen Alexandrov | Frank Mantek       |
| – 100 kg  | Ota Zaremba        | Igor Nikitin     | Alberto Blanco     |
| – 110 kg  | Leonid Taranenko   | Valentin Hristov | Gyorgy Szalai      |
| + 110 kg  | Sultan Rakhmanov   | Jurgen Heuser    | Tadeusz Rutkowski  |

## Medaller
| Posició | País           | Or | Argent | Bronze | Total |
| 1       | Unió Soviètica | 5  | 3      | 0      | 8     |
| 2       | Bulgària       | 2  | 4      | 2      | 8     |
| 3       | Cuba           | 1  | 0      | 1      | 2     |
| 3       | Txecoslovàquia | 1  | 0      | 1      | 2     |
| 3       | Hongria        | 1  | 0      | 1      | 2     |
| 6       | RDA            | 0  | 2      | 1      | 3     |
| 7       | Corea del Nord | 0  | 1      | 1      | 2     |
| 8       | Polònia        | 0  | 0      | 3      | 3     |